# Abomey-Calavi
Abomey-Calavi è una città situata nel dipartimento dell'Atlantico nello Stato del Benin con 376 714 abitanti (stima 2006).

## Amministrazione

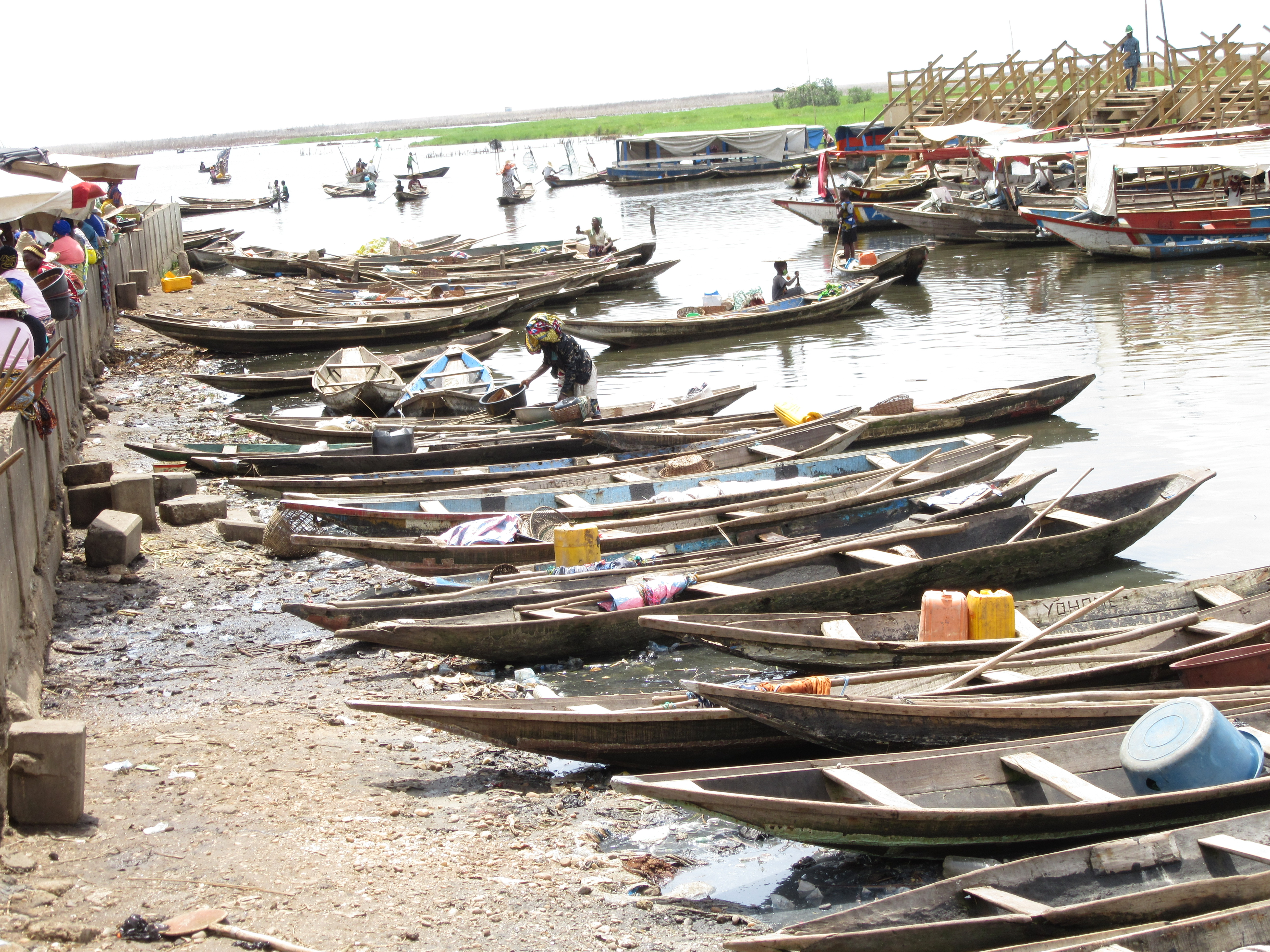
Molo per Ganvié in Abomey-Calavi

Il comune è formato dai seguenti 9 arrondissement:
- Abomey-Calavi
- Akassato
- Godomey
- Golo-Djigbé
- Hévié
- Kpanroun
- Ouédo
- Togba
- Zinvié